# 許岩
許 岩（きょ がん、Xu Yan、1981年11月4日- ）は中国の北京市出身の柔道選手。階級は57kg級。身長166cm。

## 人物
2002年のワールドカップ国別団体戦で3位になると、世界学生では優勝を飾った。2006年のワールドカップ国別団体戦でも3位になると、アジア大会では決勝で佐藤愛子を朽木倒で破って優勝した。2007年には地元北京で開催された世界団体でチームの優勝に貢献した。2008年の北京オリンピックでは3回戦で佐藤に指導2で勝つなどして準決勝まで進むが、オランダのデボラ・フラベンステインに指導3で敗れたものの、3位決定戦でフランスのバーバラ・アレルを大外返で破って銅メダルを獲得した。

## 主な戦績
- 2002年 - ワールドカップ国別団体戦　3位
- 2002年 - 青島国際　3位
- 2002年 - 世界学生　優勝
- 2003年 - 世界選手権　7位
- 2003年 - アジア選手権　5位
- 2005年 - ドイツ国際　3位
- 2005年 - 韓国国際　3位
- 2006年 - ワールドカップ国別団体戦　3位
- 2006年 - アジア大会　優勝
- 2007年 - アジア選手権　2位
- 2007年 - 世界団体　優勝
- 2008年 - フランス国際　2位
- 2008年 - 北京オリンピック　3位